# Life on the Line
Life on the Line (en España: Hombres de élite) es una película estadounidense de 2015, del género acción, dirigida por David Hackl y protagonizada por John Travolta, Kate Bosworth y Devon Sawa.

## Sinopsis
Un equipo de electricistas de alta tensión es de repente alcanzado por una fuerte tormenta mientras se encuentra reparando la red eléctrica del estado de Texas.

## Reparto
- John Travolta - Beau
- Kate Bosworth - Bailey
- Devon Sawa - Duncan
- Gil Bellows - Pok' Chop
- Julie Benz - Carline
- Ryan Robbins - Eugene
- Ty Olsson - Danny
- Sharon Stone - Madre de Duncan
- Reese Alexander - Russell
- Emilie Ullerup - Becky
- Stuart Stone - Hunter
- Matt Bellefleur - Ron
- Lydia Styslinger - Elly
- Christian Michael Cooper - Dillon
- Sidney Grigg - Joven Bailey
- Jim Shield - Norm
- Louis Ferreira - Mr. Fontaine
- Angelina Lyubomirova - Alicia
- Dean Wray - George
- Edwin Perez - Jorge
- Elan Ross Gibson - Cook
- Derek Hamilton - Raymond
- Toby Levins - Phil
- Milo Shandel - Travis

## Lanzamiento
La película se estrenó en el Festival de Cine de Napa Valley el 5 de noviembre de 2015. La película fue estrenada el 18 de noviembre de 2016 por Lionsgate Premiere.